# Вотерман (Илиноис)
Вотерман (енгл. Waterman) град је у америчкој савезној држави Илиноис.

## Демографија
По попису из 2010. године број становника је 1.506, што је 282 (23,0%) становника више него 2000. године.
| Група             | 2000.         | 2010.         |
| Белци             | 1.196 (97,7%) | 1.348 (89,5%) |
| Афроамериканци    | 3 (0,2%)      | 22 (1,5%)     |
| Азијати           | 1 (0,1%)      | 12 (0,8%)     |
| Хиспаноамериканци | 16 (1,3%)     | 92 (6,1%)     |
| Укупно            | 1.224         | 1.506         |